# 北坳
北坳（英語：North Col，藏語：Chang La）位於西藏，指的是連接章子峰及珠穆朗瑪峰山脊中一處由冰川蝕刻而成，具有鋒利邊緣的山坳。該處為東絨布冰川的起始點。
當攀登者嘗試經由西藏側的北脊攀登珠穆朗瑪峰時，會在此處建立開始攀登該峰以來的第一個營地（傳統的第四營，現代的第一營）。從大約海拔7,020（23,030英尺）的北坳往上，攀登者會攀上珠穆朗瑪峰的北脊，抵達一系列位於北壁的較高營地。最終攀登者會從海拔8,230（27,000英尺）的第四營進行最後攻頂。
喬治·馬洛里、愛德華·奧利佛·惠勒及蓋伊·布洛克於1921年9月23日的英國勘查遠征當中，首次抵達北坳；這也是首次有西方探險家涉足珠穆朗瑪峰。雖然此次發現大多歸功於馬洛里，但事實上北坳是由惠勒最先發現，一週以後馬洛里才確認該處為攀登珠穆朗瑪峰的可行路徑。隨後於1920至30年代的遠征都是藉由北坳登頂珠穆朗瑪峰。
1950年以前，絕大多數珠穆朗瑪峰遠征都是從西藏方向的北坳進行攀登，如今則大多轉成由尼泊爾方向的南坳進行攀登。1951年，兩名英國卓奧友峰遠征成員艾德蒙·希拉里及喬治·洛威越過囊帕拉山口，「像幾個調皮的小學男生一樣」深入了中國領土直抵絨布，並繞入位於北坳底下的戰前舊第三營。

## 總覽

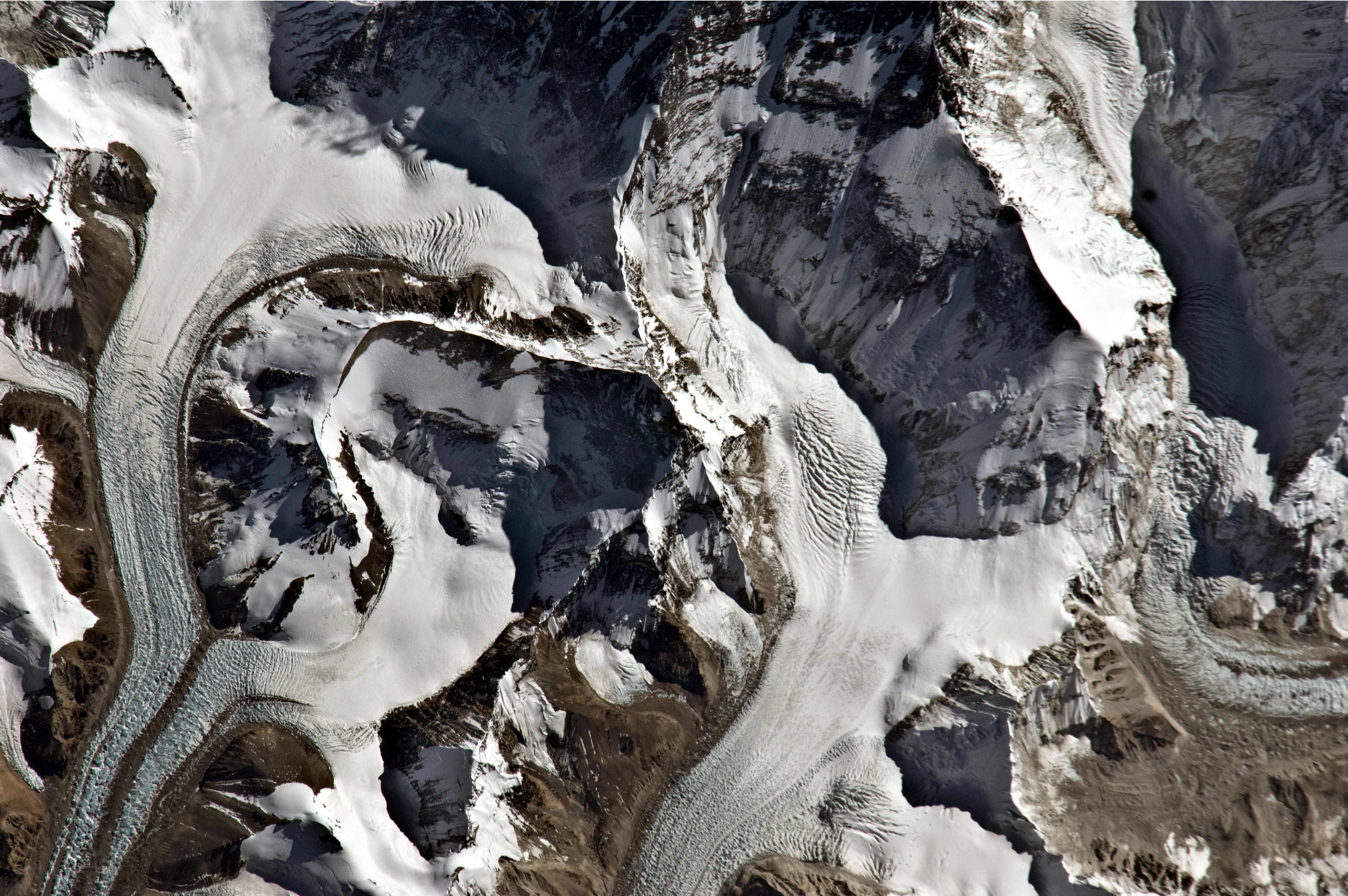
靠近珠穆朗瑪峰的衛星照片，圖正中央為北坳。

珠穆朗瑪峰区域的手绘草图

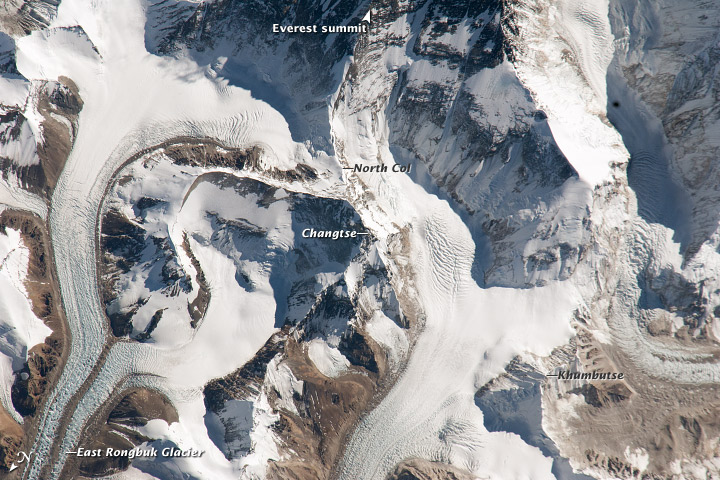
本圖南在上、北在下。北坳比南坳低，且離珠穆朗瑪峰頂甚遠。

北坳的立體地勢圖。

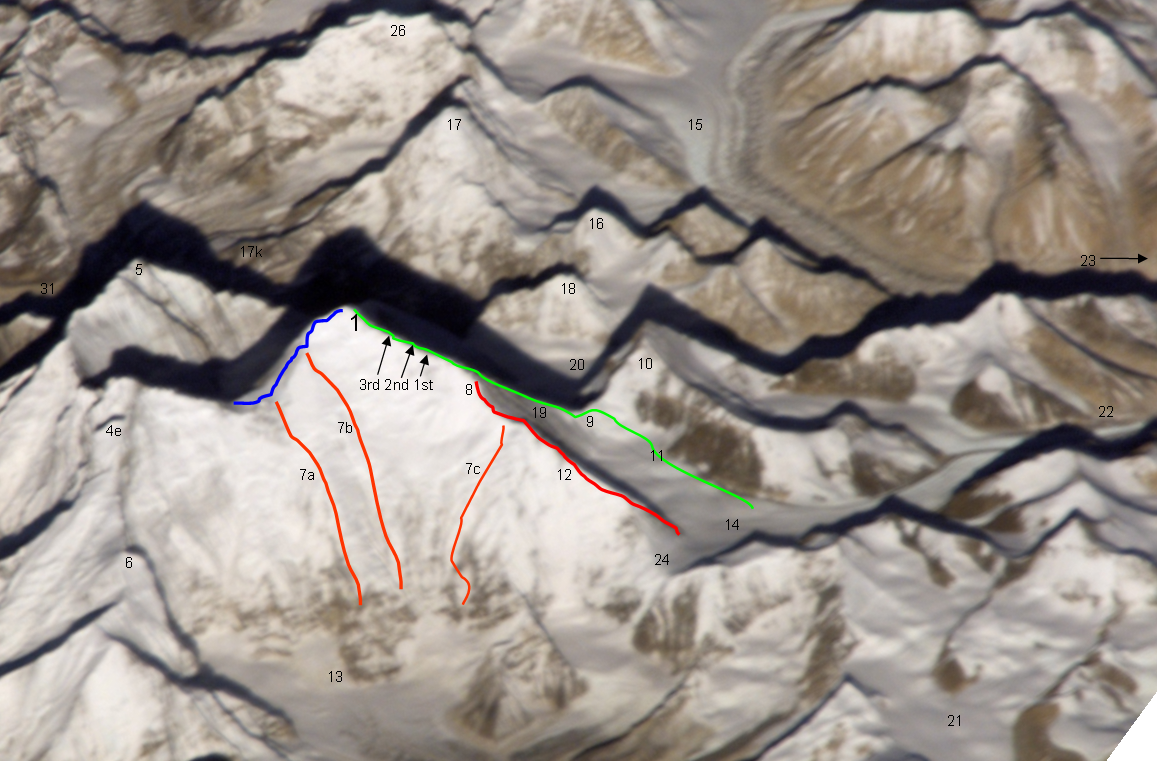
各種攀登路徑，图中标示9是北坳，标示13是卓穷冰川，标示14是東絨布冰川，标示15是西絨布冰川，标示16是凌川峰，标示17是普莫里峰，标示18是坤布崎峰，标示20是中絨布冰川，标示24是热补拉山坳(Raphu La, Rapiu La)，标示28是(Chumbu Peak)

## 外部連結
- Painting of the Camp on North-Col（页面存档备份，存于）
- Description of the climbing route to the summit via the North Col